# Fabio Bono
Fabio Bono (San Remo, 6 april 1971) is een Italiaans striptekenaar. Hij studeerde aan de Scula del Fumetto in Milaan.
Sedert 1994 werkte hij voor verschillende Italiaanse en andere uitgeverijen (oa. Corrierino dei Piccoli, Stratelibri, Chaosium, éditions Piemme).
Vanaf 2000 tekende hij historische strips voor uitgeverij Messaggero di Sant’Antonio en creëerde hij met zijn echtgenote Marzia de jeugdserie Nonno Gidio, waarvan acht delen werden uitgebracht.
In 2009 tekende hij de serie De Tempelier voor uitgeverij Soleil waarvan reeds drie delen verschenen. Sinds 2010 tekent hij Cathares voor uitgeverij Glénat.
Fabio Bono tekent sinds 2016 de avonturen van De Rode Ridder.